# Apanteles compressifemur
Apanteles compressifemur är en stekelart som först beskrevs av Chen och Song 2004.  Apanteles compressifemur ingår i släktet Apanteles och familjen bracksteklar. Inga underarter finns listade i Catalogue of Life.